# Боцманово (Ростовская область)
Бо́цманово — село в Неклиновском районе Ростовской области.
Входит в состав Поляковского сельского поселения.

## Население
| 2010 |
| ---- |
| 918  |

## Улицы
| - пер. Береговой, - ул. Красного Десанта, - ул. Мирная, - ул. Морская, | - ул. Новая, - ул. Октябрьская, - ул. Пионерская, - ул. Приморская, | - пер Сквозной, - ул. Седова, - ул. Шевченко, - ул. Шмидта. |

## Известные уроженцы
- Кужаров, Александр Сергеевич (1950—2014) — советский и российский учёный в области координационной химии и трибологии. Доктор технических наук.

## Достопримечательности
В селе установлен памятный знак в честь Красного десанта.